# Mira Falardeau
Mira Falardeau (née en 1948) est une historienne québécoise, professeure et auteure de bande dessinée.
Elle est l'historienne et la spécialiste de la bande dessinée québécoise la plus renommée et la plus marquante des années 1990 et 2000. Falardeau a consacré des ouvrages aux films d'animation québécois, à la bande dessinée québécoise et à la caricature québécoise, en mettant l'accent sur l'humour visuel sous toutes ses formes. Elle a enseigné comme professeur de cinéma et de communication au Cégep Sainte-Foy, au
Cégep de Limoilou, à l'Université Laval et à l'Université d'Ottawa. Falardeau a également organisé des expositions dans le domaine des arts visuels et exploité une petite maison d'édition.

## Biographie
Mira Falardeau obtient une maîtrise en histoire de l'Art de l'Université Laval de Québec en 1978. Son mémoire s'intitule L'Humour visuel : un modèle d'analyse visuelle des images comiques.
Elle obtient son doctorat de l'Institut d'esthétique et des sciences de l'art à l'université de la Sorbonne (Paris) en 1981, dont la thèse a pour titre La bande dessinée faite par les femmes en France et au Québec depuis 1960.
Elle a été professeure en cinéma et communication et de français à l’université Laval (1975-1976, 1992), l’université d’Ottawa (1983-1984), au Cégep de Sainte-Foy (1987-89), au Cégep de Limoilou (1997-2005).
Au fil des années, elle a publié plusieurs articles sur le sujet de la bande dessinée dans divers journaux et revues.
Membre fondatrice de la Société des créateur(trice)s et ami(e)s de la bande dessinée (S.c.a.B.D.) en 1985, elle s'implique dans le domaine de la BD en en devenant la présidente et la porte-parole pendant quelques années.
Elle fonde en 1993 les éditions Falardeau, une petite maison d'édition qui a publié en majeure partie les albums de son époux, l'auteur André-Philippe Côté. La structure cesse ses activités en 1998, après avoir cédé son fonds aux Éditions Soulières.
Elle est membre de l'Observatoire de l'humour rattaché à l'ENH de Montréal.
Depuis 2008, elle s'adonne à la sculpture humoristique sur bois avec des ajouts de matériel numérique.
Elle habite la ville de Québec. Elle est mariée, a quatre enfants et six petits-enfants.

### Pratique de la bande-dessinée
Elle débute en 1974 en publiant dans le journal québécois Mainbasse, puis, en 1975, dans le supplément Perspectives. De 1976 à 1980, elle produit un strip mensuel dans le magazine montréalais Châtelaine et poursuit ses collaborations avec Le Fil des événements (Québec) et CWS/CF Les cahiers de la femme (Toronto). En 1982, elle collabore à la revue Le Temps fou (Montréal) et de 1984 à 1987, avec le magazine La Vie en rose.
Son travail de pionnière de la bande dessinée québécoise au féminin durant les décennies 1970 et 1980 s’inscrit foncièrement dans une perspective féministe,. Les procédés humoristiques dans son œuvre constituent pour l’artiste un moyen de véhiculer les revendications du mouvement, de démocratiser la dénonciation de l’oppression patriarcale avec des exemples concrets et accessibles à toutes.

« Je suis venue à la bande dessinée féministe par la bande dessinée, et non pas l' inverse. »

— Mira Falardeau, entretien téléphonique du 26 août 2015 cité dans le mémoire «La bande dessinée féministe humoristique au courts des décennies 1970 et 1980 au Québec: L’Humour visuel comme outil d’appropriation des représentations», par Hugo Santerre (UQAM)
Elle publie en 2000 une adaptation en bande dessinée de La Mercière assassinée d'Anne Hébert, écrivaine dont elle était proche.
Elle a consacré des ouvrages au cinéma d'animation québécois, à la bande dessinée québécoise et à la caricature au Québec, s'intéressant ainsi à l'humour visuel sous toutes ses formes.
Son Histoire de la caricature au Québec, coécrite avec Robert Aird a reçu deux prix en 2010 : le 3e prix du livre politique de la présidence de l’Assemblée nationale du Québec en avril et le grand prix de l’Assemblée nationale du Québec décerné par l’IHAF en octobre.

### Participation à des expositions collectives
Elle prend part à plusieurs exposition collective en tant qu'artiste-caricaturiste :
- 1981 : Porks Roasts, 250 Feminists Drawings, UBC Gallery, Vancouver
- 1982 : Art et féminisme, Musée d'art contemporain, Montréal
- 1982 : Women Cartoonists, Cartoonist Guild, New York
- 1983 : Radical Humor, New York University
- 1985 : Et Vlan ! On s'expose... 15 ans de bande dessinée dans la région de Québec, Galerie d'art La Passerelle[14], [15], Sainte-Foy et Premier Salon international de la bande dessinée de Montréal
- 2017 : La voix des images, 9 dessinatrices féministes, Galerie Powerhouse La centrale, Montréal
- 2018 : Au bout du crayon: les droits des femmes, Cannes

### Travail comme commissaire d’expositions
Elle a été commissaire de nombreuses expositions, notamment Les aventures de la bande dessinée québécoise au Musée du Québec, sur les 100 ans de la BD québécoise, , qui s'est tenue au Musée du Québec en 1997-1998.
- Les Aventures de la bande dessinée québécoise, Musée du Québec, 1997
- André-Philippe Côté, du bon côté, Maison Hamel-Bruneau, 2003
- Les débuts de la bande dessinée québécoise de 1904 à 1908, Bibliothèque Nationale du Québec, 2004
- Dessine-moi un jeu- des jeux dans les journaux aux jeux vidéo, Le Grand Rire, 2006
- André-Philippe Côté, un certain côté de Québec, Bibliothèque de Charlesbourg, 2007
- Les histoires en images : ancêtres de la BD, Grande Bibliothèque de Montréal, 2008
- Manga : art du mouvement et Raconte-moi un manga, Grande Bibliothèque de Montréal, 2011-2012-2013
- L'arme du rire: Caricature et liberté d'expression, Bibliothèque Gabrielle-Roy, Québec, octobre 2015[18]
- Le polar au Québec, Bibliothèque Gabrielle-Roy, Québec, octobre 2016

## Œuvres

### Bandes dessinées
- Publications dans les magazines Châtelaine , Perspectives, (années 1970), La Vie en rose, Les cahiers de la femme-Canadian Women Studies, Le Soleil, Québec-Français, Heresies, Somnambulle[19] (années 1980).
- Et vlan ! On s'expose..., collectif, Québec, Société des créateur(trice)s et ami(e)s de la bande dessinée (S.c.a.B.D.), 1985, 81 p. (OCLC 49125199)
- La Mercière assassinée, Montréal, Soulières éditeur, 2000, 74 p.  (ISBN 292222533X et 9782922225334)

### Essais
- La bande dessinée au Québec, Montréal, éditions du Boréal, coll. « Boréal Express », 1994, 125 p.  (ISBN 2890525392 et 9782890525399)
  - Réédition augmentée et mise à jour sous le titre Histoire de la bande dessinée au Québec, Montréal, VLB éditeur, coll. « Études québécoises », 2008, 190 p.  (ISBN 9782896490110 et 2896490116)
- Histoire du cinéma d'animation au Québec, Montréal, VLB éditeur, coll. « Typo essai », 2006, 186 p.  (ISBN 2892952115 et 9782892952117)
- Histoire de la caricature au Québec, avec Robert Aird, Montréal, VLB éditeur, 2009, 248 p.  (ISBN 9782896490189 et 2896490183)
- Femmes et humour, Québec, Presses de l'université Laval / Paris, Hermann, 2014, 269 p.  (ISBN 9782763721125 et 2763721125)
- Humour et liberté d'expression, Presses de l'Université Laval, 2015[20], 183 p.  (ISBN 9782763728179 et 2763728170)
- L'art de la bande dessinée actuelle au Québec, Québec, Presses de l'Université Laval, 2020[21], 176 p.  (ISBN 9782763747583 et 2763747582)
- A History of Women Cartoonists, Toronto, Mosaic Press, 2020, 297 p.  (ISBN 9781771613514) (Traduction revue et augmentée de Femmes et humour)

### Contributions
- « Le français dans la bande dessinée québécoise », dans Les Œuvres de création et le français au Québec, Québec, Éditeur Officiel, tome III, 1984, p. 25-31.
- « La BD au Québec », dans Les Pratiques culturelles de grande consommation. Le marché francophone, Québec, CEFAN / Nuit blanche, 1992, p. 71-86.
- « La case Montellier », dans Femme et Écriture, I am a camera, Chantal Montellier, Paris, Espace Delphine Seyrig, février 1994, p. 49-57.
- « La bande dessinée », dans Robert Laliberté (direction), Le Québec, connais-tu ? La littérature québécoise, Montréal, Presses universitaires du Québec numérique, 2014.
- « La bande dessinée québécoise de 1945 à 1980 », dans Claude Martin (direction), 1968, L'édition en ébullition, Montréal, Musée de l'imprimerie du Québec, 2014.

### Autres publications
- « Pour une analyse de l'image comique », Communication/Information (Québec), III, 3, 1978, p. 21-52.
- « Les femmes dessinatrices de bande dessinée », La Nouvelle Barre du jour (Montréal), Spécial BD, 110-111, 1982, p. 81-91.
- « La bande dessinée au Québec », Communication et langages (Paris), été 1993, p. 46-63.
- « La BD française est née au Canada », Communication et langages (Paris), 126, décembre 2000, p. 21-47 — lire en ligne.
- « La naissance de la bande dessinée de langue française », Communication (Québec), 2000.
- « L'humour visuel québécois », Humoresques (Paris), Spécial Humour québécois, 25, janvier 2007, p. 33-53.
- « Albéric Bourgeois, caricaturiste québécois », Papiers nickelés (Paris), 15, 2007, p. 16-17.
- « Henri Julien, l'un des premiers caricaturistes canadiens français », Papiers nickelés, 18, 2008, p. 6-7.
- (en) « Vignettiste/Caricaturiste in Québec? », Leggendaria (Rome), 2009.
- « La naissance de la caricature dans les journaux québécois », Cap-aux-Diamants (Québec), 101, 2010, p. 27-33.
- « La figure de l'inversion dans la bande dessinée féministe », Trip (Montréal), 7, 2012, p. 201-210.
- « Chantal Montellier et la cause des femmes », Triedere (Vienne), 6, janvier 2012, p. 116-123.
- « Obom (Diane Obomsawin) », Papiers nickelés, 40, 2014, p. 29-30."
- "L'image de la femme dans la bande dessinée québécoise", Cap-aux-Diamants (Québec), 133, 2018, p. 14-20.
- "Julie Doucet. Between order and disorder", Cuadernos del Centro de Estudios en Diseno y Comunicacion, University of Palermo, Buenos Aires, Argentina, no 89, 2019-2020, 27-43.

## Distinctions
- Médaille de l'Assemblée nationale, 2010[22]